# Зелена канапа
Галерея «Зелена канапа» — приватна галерея сучасного мистецтва заснована у 2006 році. Розташована у місті Львів на вулиці Вірменській, 7, приміщенні середньовічного вірменського суду «хуц», або «хуцу», під дзвіницею (1570 р.) Вірменського собору.. Працює з вівторка по неділю, з 12 – 19, вхід вільний.
Засновницею «Зеленої канапи» є випускниця Львівської академії мистецтв Олеся Домарадзька.

## Діяльність
«Зелена канапа» співпрацює з найкращими представниками мистецького Львова, що має давні культурні традиції і мистецьку школу: Львівська національна академія мистецтв, Українська академія друкарства, Львівський державний коледж декоративного і ужиткового мистецтва імені Івана Труша.
Змінні експозиції відбуваються кожні три-чотири тижні. Концептуальні проєкти, персональні виставки, щорічні сезонні експозиції. Галерея представляє такі види мистецтва: Живопис, скульптура, графіка, ремесла, медіа-мистецтво, інсталяція тощо.
Для більшості творів представлених на виставках в галереї «Зелена канапа» — це прем'єрний показ. Крім того, для значної частини митців — виставки в галереї «Зелена канапа» також перші у творчій біографії. 
Галерея «Зелена канапа» з успіхом представляла львівське мистецтво на міжнародних фестивалях «Арт-Київ» у 2007 та 2008 роках, започаткованого Українським домом у 2006 році. У Фестивалях «Файн Арт» у 2009, 2011 роках, що відбувалися у Мистецькому Арсеналі у Києві.
Бере участь у львівських фестивалях, серед яких Форум видавців у Львові (2007), Ніч у Львові 2010, 2011, 2012, 2013 років, Дні Львова у містах України (Суми 2013), Фестиваль «Японська весна» 2014 [Архівовано 28 січня 2020 у Wayback Machine.] та інших.
Галереєю була проведена тематична групова виставка до Євро-2012. [Архівовано 28 грудня 2019 у Wayback Machine.], що увійшла до програми заходів чемпіонату.
Серед важливих виставок — власний проєкт галереї «Музей» реалізований галереєю і має три етапи: перший — «Музей. Живопис 90-х» (2011), другий — «Музей. Графіка 90-х» (2013) [Архівовано 13 вересня 2017 у Wayback Machine.] та третій - “Музей. Скульптура 90-х”(2015) [Архівовано 31 грудня 2017 у Wayback Machine.]. Під час проведення першого етапу проєкту було видано каталог.
В рамках проєкту «Династії» за підтримки Культурно-ділового центру «Рубаненко і партнери» [Архівовано 10 лютого 2020 у Wayback Machine.] галерея “Зелена канапа” представила виставку «Мистецька родина Турецьких: Василь, Іван, Лук`ян, Ольга Турецькі та Наталя Пухінда» на форумі «ПогранКульт:ГаліціяКульт» у Харкові [Архівовано 11 серпня 2020 у Wayback Machine.] (2016).
Галерея є повноцінним учасником артринку в Україні [Архівовано 11 жовтня 2019 у Wayback Machine.] і виступає представником інтересів безпосередньо самих художників, реалізовуючи продаж авторських творів. Також працює інтернет магазин [Архівовано 18 лютого 2020 у Wayback Machine.]. Асортимент надзвичайно широкий, від прикрас і кераміки до живопису і скульптури. «Зелена канапа» забезпечує проданий художній твір всіма необхідними супровідними документами, а також сертифікатом ідентичності \ пам'яткою колекціонера. 
Серед сфер діяльності галереї є також участь в освітніх проєктах. Зокрема, Олеся Домарадзька, куратор галереї провела лекції в рамках освітньої ініціативи «П'ята пара» (ЛДКДУМ імені Івана Труша)  «Як сучасному молодому художнику само репрезентувати себе в галереї?» (2017). А також лекцію «Десять найпопулярніших питань які ми чуємо в галереї і відповіді на них» на запрошення мистецтвознавиці Катерина Кіт-Садової у готелі «Леополіс». В Urban бібліотеці «Арт ринок. Особливості українського на фоні світового» (2019), «Про 57-му бієналє мистецтва у Венеції» та ін. Деякі з них можна переглянути на youtube каналі галереї. 
Знаковою експозицією для галереї «Зелена канапа» стала виставка «Богдан Сорока. Графіка» (2019) на якій було представлено роботи з кількох серій з кольорових та чорно-білих ліноритів. Виставка була посмертною. Відвідувачі могли побачити твори, які раніше не були представлені.
Галерея «Зелена канапа» брала участь у Kyiv Art Week 2019 [Архівовано 4 серпня 2020 у Wayback Machine.] де представила проєкт Андрія Савчука та Назара Симотюка «Зв'язки» [Архівовано 18 лютого 2020 у Wayback Machine.]
У 2020 році — участь у фестивалі Lviv Art Week-2020 [Архівовано 15 червня 2022 у Wayback Machine.]
У 2022 році — міжнародне бієнале у Венеції Personal Structure з виставкою «Воскресіння». Виставка Петра Сметана.
Серед художників з якими співпрацює галерея «Зелена канапа»: 
- Бажай Василь Теодозійович
- Петро Сметана [Архівовано 23 лютого 2020 у Wayback Machine.]
- Олексій Коваль [Архівовано 18 лютого 2020 у Wayback Machine.]

- Олександр Войтович (автор першої виставки в «Зеленій канапі»)
- Борис Буряк [Архівовано 4 жовтня 2013 у Wayback Machine.] (Народний художник України)
- Михайло Демцю (Народний художник України)
- Анна Атоян [Архівовано 4 березня 2016 у Wayback Machine.]
- Олег Денисенко [Архівовано 1 червня 2013 у Wayback Machine.]
- Юрій Кох [Архівовано 4 жовтня 2013 у Wayback Machine.]
- Кваша Ольга [Архівовано 4 жовтня 2013 у Wayback Machine.]
- Міхновський Сергій
- Патик Володимир
- Пильник Ольга [Архівовано 17 жовтня 2013 у Wayback Machine.]
- Резніченко Сергій [Архівовано 29 вересня 2013 у Wayback Machine.]
- Резніченко Ніна [Архівовано 29 вересня 2013 у Wayback Machine.]
- Романко Ігор [Архівовано 4 жовтня 2013 у Wayback Machine.]
- Савченко Сергій [Архівовано 4 жовтня 2013 у Wayback Machine.]
- Сипняк Петро [Архівовано 5 червня 2016 у Wayback Machine.]
- Соколова Валерія [Архівовано 2 червня 2013 у Wayback Machine.]
- Сорока Богдан
- Івасюк Інна